# Jornadas Tierra de Nadie

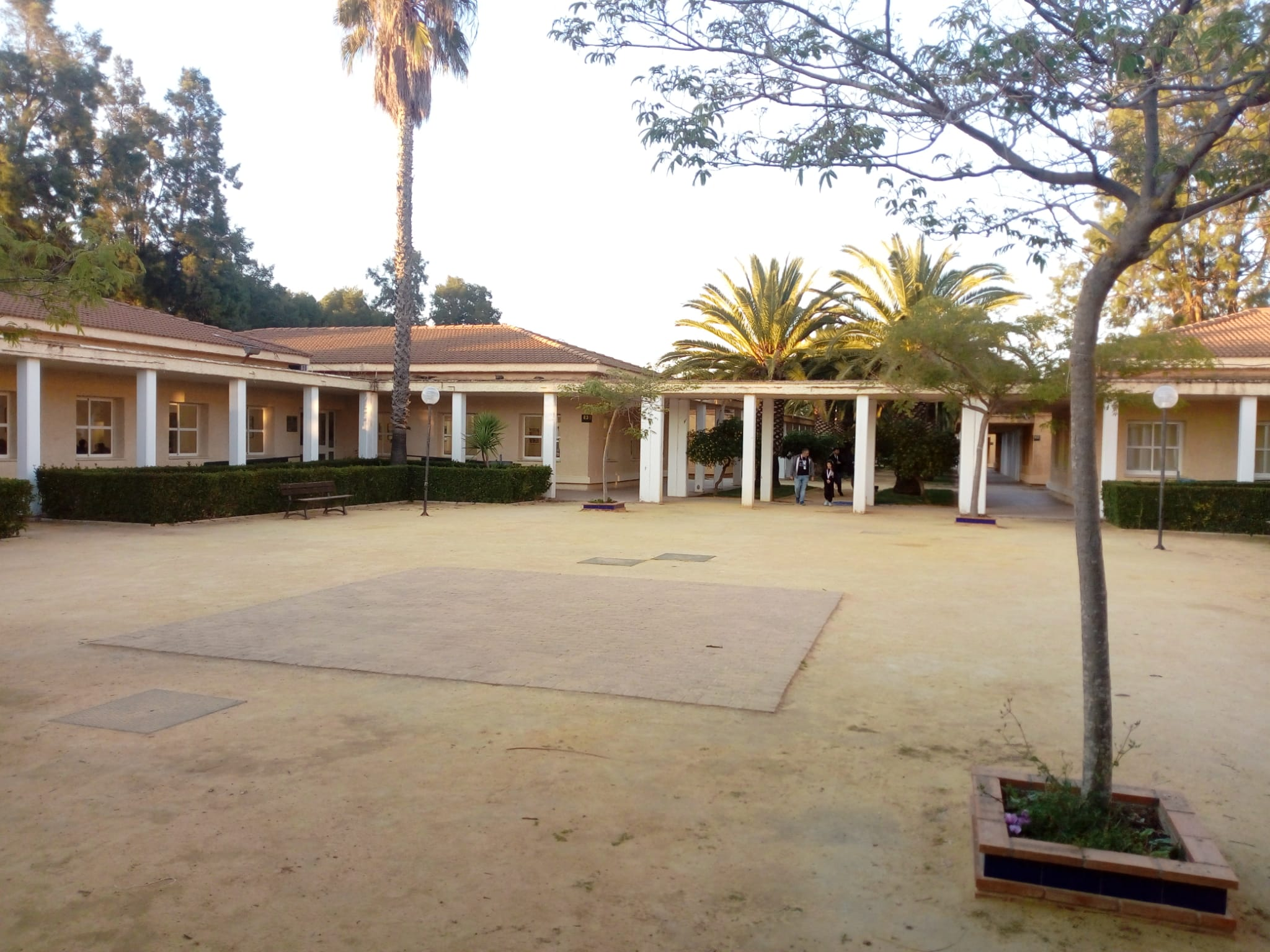
CEULAJ en Mollina, sede de las jornadas.

Las Jornadas Tierra de Nadie (TdN) son un evento anual dedicado a los juegos de rol y de mesa que se celebra desde el año 2003 en el Centro Eurolatinoamericano de la Juventud, en el municipio de Mollina, provincia de Málaga (España).
Las jornadas tienen una duración de cinco días y se celebran en el mes de agosto. Con el tiempo se han convertido en el evento lúdico que mueve un mayor volumen de participantes y actividades del panorama español.
Aunque entre los centenares de actividades desarrolladas en las jornadas hay un buen número de partidas de rol de mesa y juegos de tablero, el elemento más destacado son las actividades de rol en vivo. La misma asociación responsable de las TdN organiza también anualmente y en la misma sede «Zona Lúdica», en los primeros días de mayo y dedicada específicamente a los juegos de mesa  y «Rolea», en diciembre, enfocada a los juegos de rol.